# Salsola jordanicola
Salsola jordanicola är en amarantväxtart som beskrevs av Alexander Eig. Salsola jordanicola ingår i släktet sodaörter, och familjen amarantväxter. Inga underarter finns listade i Catalogue of Life.